# Jan Čižinský
Jan Čižinský (* 22. dubna 1978, Praha) je český politik a pedagog. Od roku 2014 je starostou městské části Praha 7 a zastupitelem hlavního města Prahy. V letech 2017 až 2021 byl poslancem Poslanecké sněmovny PČR. Je čelným představitelem a bývalým lídrem iniciativ Praha 7 sobě a Praha sobě, za niž kandidoval na primátora Prahy, a bývalým členem KDU-ČSL.

## Život
Narodil se jako pátý z šesti dětí rodině Čižinských. Jeho otec již nežije, matka je historička umění Helena Čižinská. Vystudoval historii a latinu na Filozofické fakultě a politologii a mezinárodní vztahy na Fakultě sociálních věd Univerzity Karlově (UK) v Praze. Pracoval jako učitel na základní a střední škole. Učil latinu, dějepis a základy společenských věd na Malostranském gymnáziu a hospodářské dějiny na Filozofické fakultě UK. Působil i ve skautském hnutí jako vedoucí oddílu Jeleni v Břevnovském klášteře. Jeho skautská přezdívka je Kuklič.
Jan Čižinský je ženatý a má čtyři dcery. Provozuje vysokohorskou turistiku; zdolal například Mont Blanc nebo kavkazský Elbrus. Je vnukem dirigenta Václava Smetáčka. Jeho bratr Pavel Čižinský byl v letech 2018 až 2020 starostou městské části Praha 1.

## Politické působení
Od roku 2003 byl členem KDU-ČSL, předtím za stranu kandidoval jako nestraník. Působil jako asistent Cyrila Svobody a Mariana Jurečky.
Do politiky vstoupil již v komunálních volbách v roce 1998, když kandidoval jako nestraník za KDU-ČSL do Zastupitelstva městské části Praha 1, ale nebyl zvolen. Svou kandidaturu si zopakoval i v roce 2002 (nestraník za KDU-ČSL) a 2006 (člen KDU-ČSL a lídr kandidátky), ani v těchto případech se do zastupitelstva nedostal.
Následně se přestěhoval do městské části Praha 7, kde v komunálních volbách v roce 2010 opět vedl kandidátku KDU-ČSL.
Do povědomí obyvatel Prahy 7 vstoupil Čižinský v roce 2013 jako organizátor referenda o plánu stavby nové budovy radnice pro tuto městskou část za zhruba miliardu korun. Za „mimořádný přínos při prosazování principu transparentnosti ve veřejné správě“, jakým bylo podle zdůvodnění zorganizování tohoto referenda, získal ve stejném roce ocenění Bílá lilie udělované organizací Zaostřeno o.p.s. Za stejný čin dostal na sjezdu KDU-ČSL v roce 2013 „Cenu předsedy KDU-ČSL za občanskou statečnost“.
Zastupitelem městské části se stal po volbách v roce 2014, kdy vedl kandidátku subjektu Praha 7 sobě (tj. KDU-ČSL a nestraníci). Hnutí volby vyhrálo se ziskem 43,69 % hlasů a Jan Čižinský byl dne 20. listopadu 2014 zvolen starostou městské části Praha 7.
V komunálních volbách v roce 2014 byl také jako člen KDU-ČSL zvolen za „Trojkoalici“ (tj. Strana zelených, KDU-ČSL a STAN) do Zastupitelstva hlavního města Prahy.
Přes vysoký počet preferenčních hlasů, které byly pro něj odevzdány, nebyl Čižinský několikrát zvolen jako kandidát KDU-ČSL v hlavním městě Praze, a to ve volbách do Poslanecké sněmovny PČR, a sice v letech 2006, 2010 a 2013. Teprve ve volbách v roce 2017, při kterých získal 6 746 preferenčních hlasů a přeskočil z druhého místa lídra kandidátky Daniela Hermana, se stal poslancem.
Dne 12. prosince 2017 na tiskové konferenci pořádané před Magistrátem hl. m. Prahy oznámil zahájení sbírání 100 tisíc podpisů pražských voličů, aby mohl kandidovat se sdružením nezávislých kandidátů Praha sobě do Zastupitelstva hl. m. Prahy. 31. července 2018 odevzdal jako její lídr kandidátku Prahy sobě, podpořenou peticí s 97 095 podpisy Pražanů, a zahájil volební kampaň. Tím zároveň přišel o dříve již pozastavené členství v KDU-ČSL.
Ve volbách 2018 se Praha sobě v klání o pražský magistrát stala třetím nejúspěšnějším uskupením co do počtu hlasů se 16,57 %. Jan Čižinský přitom dostal 80 552 preferenčních hlasů, což bylo absolutně nejvíce ze všech kandidátů. Praha 7 sobě zvítězila také ve volbách do zastupitelstva městské části Praha 7 se ziskem 55,48 %, čímž obhájila svoji dominantní pozici a oproti minulým volbám získala navíc tři mandáty.
Ve volbách do Poslanecké sněmovny PČR v roce 2021 již nekandidoval. V komunálních volbách v roce 2022 byl lídrem uskupení Praha sobě a tudíž i kandidátem na post pražského primátora. Mandát se mu podařilo obhájit, i když jím vedená kandidátka skončila až čtvrtá se ziskem 14,73% a snížila tak své zastoupení. Obhájil i mandát zastupitele městské části Praha 7.